# Stuart Poynter
Stuart William Poynter (nacido el 18 de octubre de 1990) es un jugador de críquet irlandés nacido en Inglaterra.

## Carrera internacional
En septiembre de 2014, Poynter hizo su debut en One Day International contra Escocia. En octubre de 2019, Poynter se retiró del cricket internacional.